# Coleophora zhusani
Coleophora zhusani is een vlinder uit de familie van de kokermotten (Coleophoridae). De wetenschappelijke naam van de soort is voor het eerst geldig gepubliceerd in 1972 door Falkovich.